# Epipactis xanthophaea
Epipactis xanthophaea är en orkidéart som beskrevs av Rudolf Schlechter. Epipactis xanthophaea ingår i släktet knipprötter, och familjen orkidéer. Inga underarter finns listade i Catalogue of Life.